# 槟城天公坛
槟城天公坛是于1869年落成，位于马来西亚槟城州乔治市亚依淡的一座道教庙宇，为马来西亚唯一一座专为祭拜玉皇大帝（天公）而建的寺庙。每年农历新年初九，这里都会庆祝玉皇大帝诞辰。

## 历史
寺庙由马来西亚闽南华人社区成员于19世纪60年代建造，并于2002年开始修复。

## 建筑景观

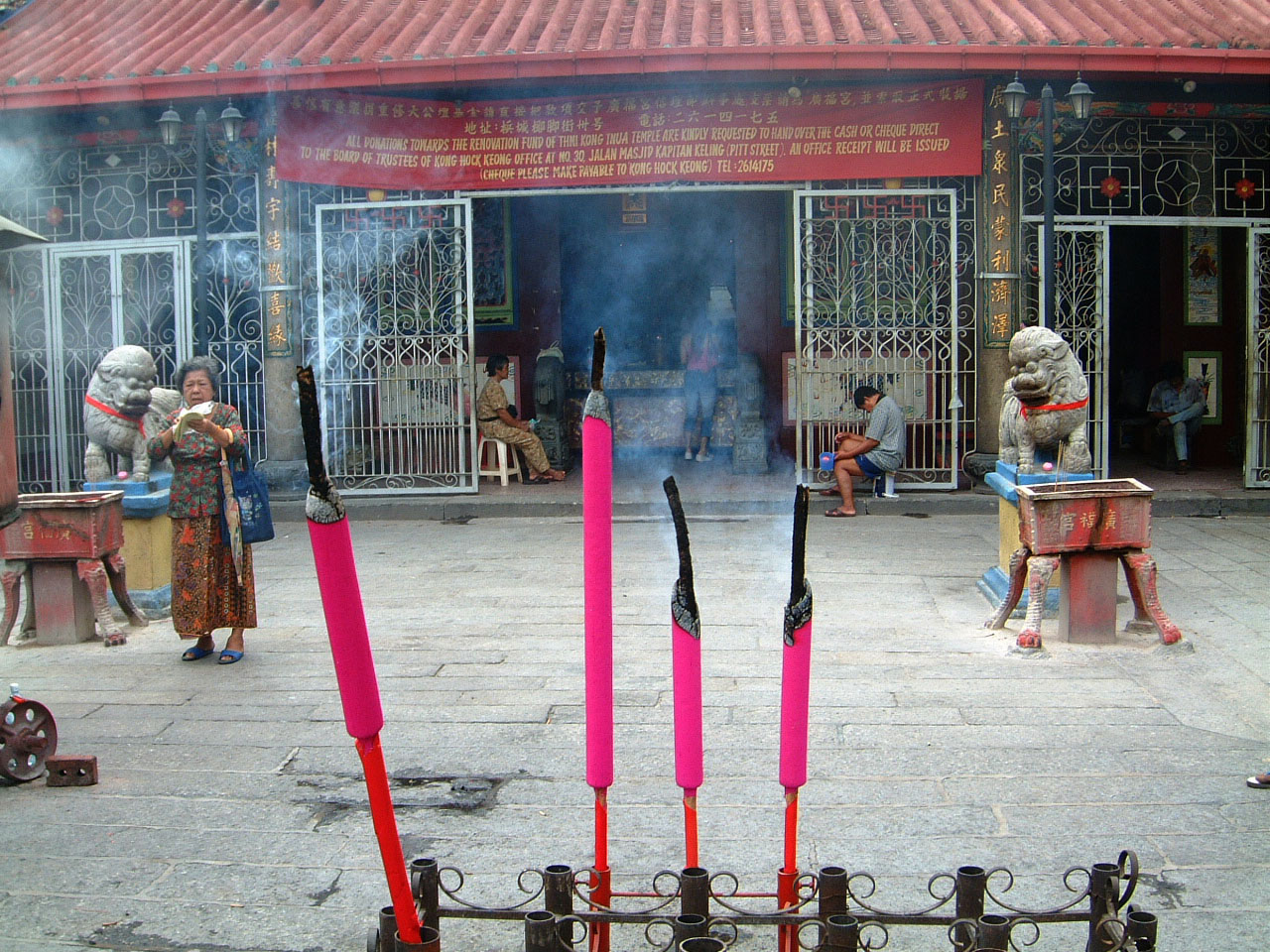
寺庙建筑群。
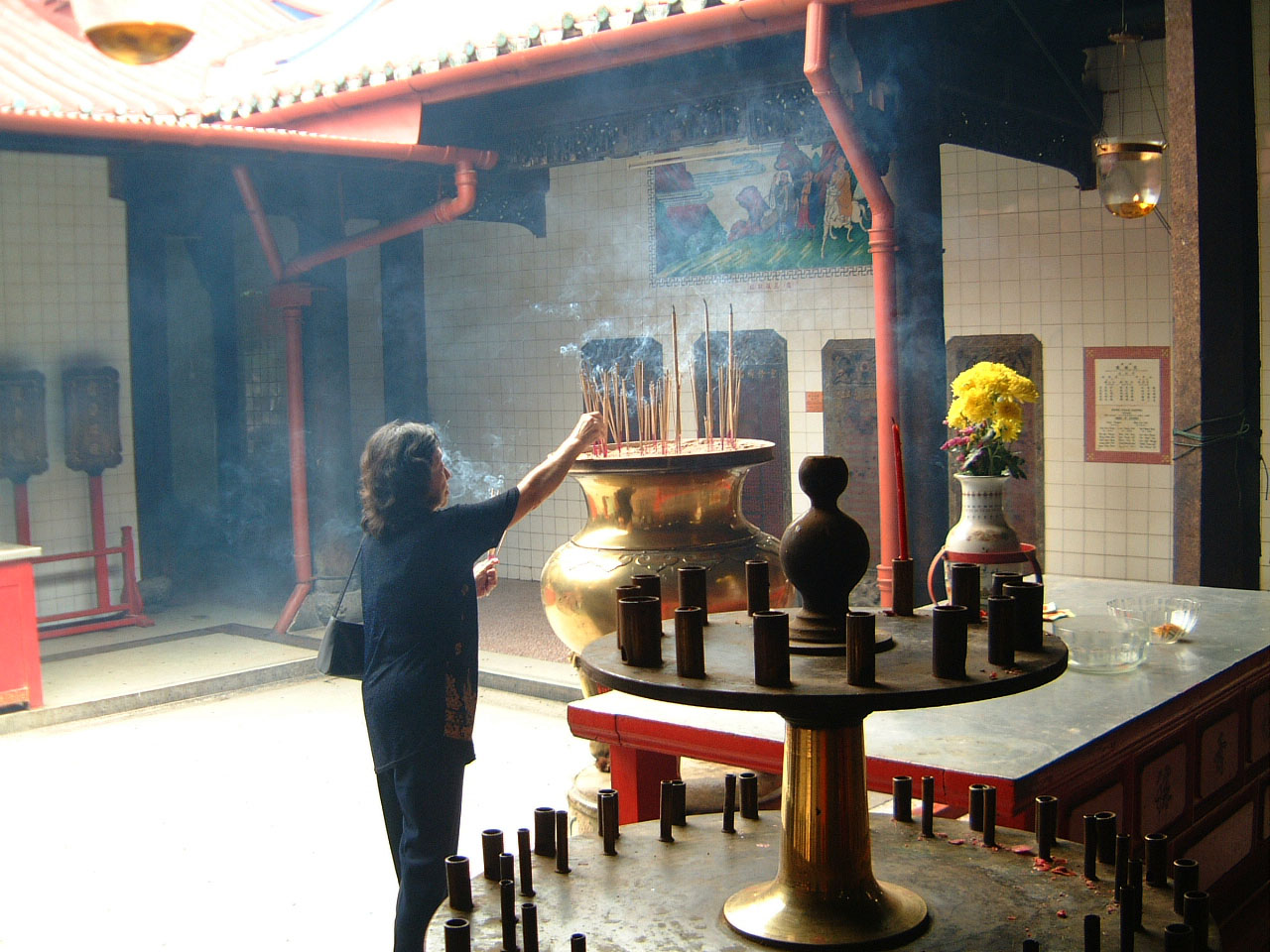
寺庙内部景观。